# يحيى جابر
يحيى جابر شاعر ومسرحي وصحفي لبناني معاصر يحاول جاهدا ان يقدم صورة للمعاناة الوجودية للإنسان في العصور المتقدمة بطريقة مختلفة عن كل الطرق السابقة (حيث يستعمل السخرية في المواضع المكتظة بالجدية). كتب في مجلة الناقد التي كان يصدرها رياض نجيب الريس وأصدر دواوين شعرية عديدة إضافة إلى كتابات مسرحية

 من مواليد عام 1961 وحائز على شهادة الدراسات العليا في المسرح والتمثيل من كلية الفنون الجميلة في الجامعة اللبنانية عام 1987.
يحيى جابر، حائز على جائزة يوسف الخال الشعرية في لندن عام 1988 لديوانه الشعري «بحيرة المصل».

## من مؤلفاته
صدر له العديد من المؤلفات وتنوعت مواضيعها بين السياسة والصحافة والأدب والشعر والمسرح ومنها:

### في الشعر
1. بحيرة المصل- 1988
2. الزعران -1991
3. للراشدين فقط - 2008
4. حب في الغسالة -2010
5. كأنني امرأة مطلقة -2007
6. خذ الكتاب بقوة -1994

### في المسرح
1. يللي... خلق علق
2. ابتسم أنت لبناني
3. أشعر على خشبة
4. يا يحيى خذ الكتاب بقوة
5. بيروت... الطريق الجديدة
6. بيروت فوق الشجرة
7. تعارفوا

### في الأدب والصحافة
1. بلادي
2. نجوم الظهر 9
3. كلمات سيئة السمعة
4. عواصم من خطأ

### في الأدب السياسي
1. رفيق 14 شباط
2. استسلم ولا اصالح
3. قمر 14 آذار
4. بيانو من ارقام

## مسرحياته
قام باخراج وكتابة مسرحية (بيروت طريق الجديدة) التي ما زالت منذ تموز 2013 حتى اليوم تُعرض على خشبة مسرح ثياترو ڤيردان في منطقة ڤيردان في العاصمة اللبنانية بيروت. بالإضافة إلى أنه مثَّل في مسرحيته «يللي... خِلِق عِلِق» عام 2001 التي كانت أيضاً من تأليفه وإخراجه.
عام 2010، قام يحيى جابر بتأليف وإخراج «يا يحيى... خذ الكتاب بقوة»، وهي عبارة عن مونولوج ومزيج شعري بين كتابات جابر من شعر ونثر ونقد. في مسرحية بيروت الطريق الجديدة، التي يمثلّ فيها الصحافي زياد عيتاني، حيث ظهر طارق بشاشة للمرة الثانية في تجربة مسرحية مع يحيى جابر كموسيقي.
بعد «بيروت طريق الجديدة»، أطلق جابر مسرحيّة «بيروت فوق الشجرة» التي تعرض بالتزامن مع الأولى، ليصبح يحيى جابر المخرج المسرحي الأول في الشرق الأوسط الذي يعرض مسرحيتين في الآن ذاته مع الممثل زياد عيتاني والموسيقيبن، جمال عبد الكريم وإلي أبو عبدو.
عرض جابر مسرحية «اسمي جوليا» على خشبة مسرح تياترو ڤيردان وقد أعلن عن بدء العد العكسي لإطلاق مسرحية «بيروت بيت بيوت».
قدم مع عدد من الشابات والشبان في العام 2022 مسرحية «تعارفوا» والتي جمعت 18 شاباً وشابة من مناطق وخلفيات مختلفة في بيروت وضواحيها، ليتعارفوا ويمثّلوا للمرّة الأولى على المسرح، وهذه المسرحية مستوحاة من قصص هؤلاء الشباب.

## وصلات خارجية
- كتب يحيى جابر
- مختارات صحافية ليحيى جابر